# Centroscyllium granulatum
Centroscyllium granulatum е вид акула от семейство Светещи акули (Etmopteridae).

## Разпространение
Видът е разпространен в Чили.

## Описание
На дължина достигат до 28 cm.